# Fujiwara no Akisue
Fujiwara no Akisue va ser un aristòcrata i poeta a finals del període Heian. Era el segon fill de Fujiwara no Takatsune, un Mino no Kami de quart rang menor de la branca Uona del clan Fujiwara del Nord. El seu rang oficial era Shosanmi i Shurino -daibu. Es va anomenar Rokujo Shuri-dayu. És el fundador de l'escola de poesia waka Rokujo Fujike. El primer mestre de l'escola Zenshoji.

## Biografia
Va néixer com a fill de Fujiwara no Takatsune, el governador de Mino i descendent del llinatge Uona del clan Fujiwara del Nord. Entre els descendents de Sueshige, Ariho, que era el nebot de la mare de l'emperador Koko, Fujiwara no Sawako i va ascendir a la posició de Chunagon (conseller mitjà), era l'únic noble de la cort, i la família d'Akisue era una família aristocràtica de rang mitjà que havia servit com a zurio durant generacions.
Com que la seva mare era la nodrissa de l'emperador Shirakawa, l'emperador tenia una gran confiança com el seu germà adoptiu, i des de jove va servir com a governador provincial a les províncies de Sanuki, Tanba i Owari, així com a la província de Kami. L'any 1083, als 29 anys, ja va ser ascendit a quart rang júnior, grau inferior. Va continuar servint com a governador de Harima i Dazai Daini, ambdues províncies poderoses, i va acumular riquesa, i la seva residència, el Palau Rokujo, era tan luxosa que es va convertir en la residència imperial de l'emperador Shirakawa. Per tal d'elevar l'estatus de la seva família, també va ser adoptat per Fujiwara no Michiki, el germà gran de la mare biològica de l'emperador Shirakawa, Fujiwara no Shigeko.
Va exercir una gran influència com a vassall de confiança de l'emperador retirat, i el 1104 va ser ascendit al rang de Tercer Grau Junior, convertint-se en el primer descendent de Suemitsu a esdevenir noble en uns 200 anys, després de l'esmentat Ariho. No obstant això, no va ser ascendit a conseller, i el seu càrrec oficial més alt va ser Shosanmi i Shuri-no-daibu. Es diu que Akiseki va expressar el seu desig de ser nomenat com a conseller de l'emperador Shirakawa, però la petició va ser retinguda a causa de la seva incapacitat per compondre poesia xinesa.
Els tres fills d'Akisue (Nagazane, Ieyasu i Akisuke) i els seus descendents també van tenir un paper important com a vassalls de confiança de l'emperador. El llinatge familiar que va començar amb Akisue s'anomena llinatge Zenshoji, i ha produït set famílies dojo (famílies Urin), inclosa la família Shijo.

## Carrera oficial
- 17 de desembre de 1069: Sahyoe no Jō
- 8 de desembre de 1072 (4t any d'Enkyu)
- 30 de gener de 1073 (Enkyu 5): cap d'esquerra de la Guàrdia Imperial. 29 d'agost: Cinquè Grau Júnior (Kurando, temporal), Inspector Esquerra de la Guàrdia, Nyogen
- 28 de gener de 1074 (Enkyu 6): Sahyoe Gonnosuke
- 28 de gener de 1075 (Johō 2): Kane Sanuki no Kami (el nebot Harima no Kami Tsunehira Ibou rep el càrrec)
- 5 de gener de 1076 (Shoho 3): Cinquè rang júnior (laboral). 29 de novembre: Cinquè Grau Júnior (Construcció del Corredor Rokujo)
- 6 de gener de 1078 (Shoryaku 2): Atorgat al quart rang júnior (Presentat a Yomeimon-in). 19 de juny: Tamba no Kami (antic Sanuki no Kami)
- 26 de gener de 1081 (5è any de Shoryaku): Grau superior de quart rang júnior (premi per governar la província de Sanuki)
- 6 de gener de 1083 (Eiho 3): rang de quart rang júnior (presentat a Yomeimon-in)
- 26 de desembre de 1084: governador d'Owari (antic governador de Tanba)
- 10 d'agost de 1090 (4t any de kanji): Iyo no Kami (substituït per Atsushi, antic Owari no Kami)
- 22 de febrer de 1094 (8è any de kanji): governador d'Harima (antic governador d'Iyo). 13 de juliol: Shuri-daifu, Shuno-gen
- 7 de juliol de 1101 (Kōwa 3): Mimasaka no Kami , Daifu Nyogen (antic Owari no Kami)
- 20 de març de 1102 (Kōwa 4): quart rang sènior (Inji)
- 17 d'agost de 1103 (Kōwa 5): Harumiya no suke , Daifu no Kami Nyogen, In betto
- 28 de gener de 1104 (Kōwa 6): Tercer rang junior , Daifu Nyogen, Kakuryōshu
- 20 de novembre de 1108: Tercer rang (premiat per la construcció d'un palau)
- 23 de gener de 1111 (Ten'ei 2): Dazai Daini, Daifu Nyogen
- 21 de desembre de 1122 (3r any de l'era Hoan): gran sacerdot
- 24 d'agost de 1123 (4t any de Hoan): es va fer monjo. 6 de setembre: M

## Com a poeta
Va ser un dels principals poetes de la seva època i va exercir de jutge en concursos de poesia organitzats per Fujiwara no Tadamichi i altres esdeveniments. També va ser molt actiu, organitzant concursos de poesia i altres activitats. Va guanyar fama participant en concursos de poesia com el "Concurs de poesia del palau imperial Shoryaku 2n any" el 1078, el "Horikawa Hyakushu" el 1093, el "Ikuhomon-in Ne-awase", el "Horikawa-in Ensho-awase" i el "Concurs de Tobatry Palace North Side".
L'any 1118, es va presentar una imatge de Kakinomoto no Hitomaro juntament amb una cançó del festival, que es diu que és el primer exemple registrat d'una "ofrena de retrat de Hitomaro" de la història.
Quaranta-vuit dels seus poemes han estat inclosos en antologies imperials com "Goshui Wakashu". En particular, 20 dels seus poemes s'inclouen al "Kin'yo Wakashu", compilat per decret imperial de l'emperador Shirakawa, amb el poema d'Akiki que apareix al principi. La seva col·lecció familiar de poemes inclou el "Rokujo Shuri-dayu-shu".

## Cançons representatives
- No hi ha manera que la gent s'aixequi sobre les tiges d'arròs plantades als camps on dormen els becagalls (Goshui Wakashu).
- Quan surto de les muntanyes i encara no sóc a casa, no deixaré d'escoltar els sons buits dels ocells (Kinyo Wakashu).
- Les fulles d'herba a la vora de la meva roba d'estiu bufen al vent, no puc evitar pensar en el cérvol (Kinyo Wakashu)
- El meu amor és com la ploma d'un corb. Ningú pot fer això sense transmetre les paraules.
- Vaig sentir la veu del wagimoko i les meves mànigues estaven mullades amb la rosada d'aquella nit (Kinyo Wakashu)
- Les flors rosades arrugues floreixen mentre sembren les seves llavors, em pregunto si podran veure la rosada del matí caient-hi.
- A la foscor de maig, els focs encesos als cims de les muntanyes semblen estrelles als núvols (Senzai Wakashu).
- A mesura que s'acosta la nit, el meu cor perd el seu camí.
- Els brots dels arbres estan boirosos i les mànigues de les flors s'estan desfent mentre brilla el sol (Nova col·lecció imperial de poemes de Waka).

## Genealogia
- Pare: Fujiwara Takatsune
- Mare: filla de Fujiwara no Chikuni,[4] nodrissa de l'emperador Shirakawa, segon rang júnior
- Pare adoptiu: Fujiwara Miki
- Esposa: Filla de Fujiwara Tsunehira
  - Fill gran: Fujiwara no Nagazane (1075-1133)
  - Segon fill: Fujiwara Ieyasu (1080-1136)
  - Tercer fill: Fujiwara no Kensuke (1090-1155)
  - Filles: esposa de Fujiwara no Munenori (?-1150), mare d' Iemichi, Suemichi i Narimichi
- Mare biològica desconeguda
  - Quart fill: Kakuken
  - Cinquè fill: Kenso
  - Dones: esposa de Minamoto Akimasa, esposa de Gotowara Nakazane
  - Dona: esposa de Fujiwara no Tsunezane (?-1114[5])
  - Filles: la dona de Fujiwara Atsushi, la mare de Tokiyuki.
  - Noies: Martí Sanjo , Mare Pública.
  - Dona: dona de Minamoto Masasada
- Cunyat: Fujiwara Michitoshi...germà de la dona. poeta. Selector de "Goshui Wakashu".